# Congalach mac Conaing Cuirre
Congalach mac Conaing Cuirre (mort en 696) est un roi de Brega issu des Uí Chonaing un sept du Síl nÁedo Sláine lignée des  Uí Néill du sud. Il est le fils de Conaing Cuirre mac Congaile (mort en 662), un précédent roi de 
Brega. La partie du royaume de Brega sur laquelle il règne de 662 à sa mort est nommée Cnogba (Knowth) ou Nord Brega. Il est de plus brièvement roi de l'ensemble de Brega de  695 à 696.

## Contexte
Le Síl nÁedo Sláine qui domine à cette époque les midlands d'Irlande, commence à s'enfoncer dans d'inextricables conflits entre ses différentes lignées. La premier mention de Congalach dans les annales est de  688 lorsqu'il est défait lors de la bataille de Imlech Pich by Niall mac Cernaig Sotail (mort en  701) du sept Uí Chernaig de Lagore dans le sud Brega. Congalach survit au combat mais ses alliés Dub dá Inber, roi de Ard Ciannachta, et Uarchride Ua Oissíne, des Conaille Muirtheimne, sont tués. Selon les Annales fragmentaires d'Irlande, la tribu des Ciannachta tombe sous la domination étrangère et se trouve privée de souveraineté à la suite de cet événement.

## Règne
En 695, Congalach et son parent Áed mac Dlúthaig (mort en 701) du  Síl nDlúthaig de Fir Cúl Breg tuent Fínnachta Fledach, l' Ard ri Erenn, et son fils Bresal du sept Clan Fínsnechtai à Grellaigh Dollaith. Selon les Annales de Tigernach, leur mort intervient lors du combat mais les Annales Fragmentaire d'Irlande avancent que Finsnechta est tué sous une tente par Congalach et Áed. Congalach dévient de ce fait le seul souverain de Brega.
Les Annales d'Ulster indiquent que Congalach est candidat au titre d'Ard ri Erenn après la mort de Fínsnechta, en compétition avec Loingsech mac Óengusso du Cenél Conaill des Uí Néill du nord. C'est en effet seulement après la mort de Congalach que ces annales sans doute basées sur une chronique contemporaine écrite à  l'abbaye d'Iona, annoncent le commencement du règne de Loingsech.

## Postérité
Congalach laisse deux fils: Amalgaid mac Congalaig (mort en  718) qui est également roi de Brega et Fergal mac Congalaig (mort en 718) Ils sont tous deux tués lors de la Bataille de Cenannas (près de Kells, (Comté de Meath) par le sept Uí Chernaig. Un autre de ses fils Suibne mac Congalaig (mort en 722) périt lors de la Bataille d'Allen au cours de laquelle les Ui Neill se confrontent aux hommes du Leinster.